# Knuckles’ Chaotix
Knuckles’ Chaotix, в Японии известная как Chaotix (яп. カオティクス Каотикусу, рус. Хаотикс) — видеоигра в жанре платформер, разработанная студией Sonic Team и выпущенная компанией Sega на игровую приставку 32X весной 1995 года. Позже игра была переиздана для Windows через сервис цифровой дистрибуции GameTap.
Игра является спин-оффом серии Sonic the Hedgehog, в которой в качестве главных героев выступают крокодил Вектор, хамелеон Эспио, пчела Чарми, броненосец Майти и ехидна Наклз, объединённые в группу Хаотикс. По сюжету команда должна остановить доктора Роботника, строящего на острове свою базу для захвата всего мира. Игровой процесс Knuckles’ Chaotix практически не подвергался кардинальным изменениям и идентичен своим предшественникам по серии Sonic the Hedgehog, выходивших на консоль Mega Drive/Genesis: необходимо пройти ряд уровней, собирая по пути золотые кольца и атакуя врагов. Однако исследуют уровни одновременно два персонажа, держащие в руках кольцо, скреплённое эластичной лентой.
Разработка Knuckles’ Chaotix началась в январе 1994 года на Mega Drive/Genesis под названием Sonic Crackers, с ежом Соником и лисом Тейлзом в качестве главных героев. Однако позже проект был полностью переработан и в конечном итоге вышел на 32X. Игра должна была войти в сборник Sonic Gems Collection, но из-за проблем с эмуляцией туда не вошла. После выхода платформер получил неоднозначные отзывы от прессы. Из достоинств игры журналисты называли игровой процесс и графику, но критиковали дизайн уровней.

## Игровой процесс

Ехидна Наклз и робот Бомб, связанные кольцевой цепью на одном из уровней зоны «Marina Madness»

Knuckles’ Chaotix является жанровым платформером, выполненным в двухмерной графике. Геймплей практически не изменился по сравнению с предыдущими частями серии Sonic the Hedgehog: персонажу игрока предстоит пройти пять игровых зон («Botanic Base», «Speed Slider», «Amazing Arena», «Marina Madness» и «Techno Tower»), называемых аттракционами, каждая из которых поделена на пять актов и заполнена врагами-роботами — бадниками (англ. Badnik). Первоначально игрок проходит вводный этап «Isolated Island» (также известный как «Practice Stage») за Наклза, но после освобождения хамелеона Эспио, ехидну переносят на особый уровень («Special Stage», его можно пропустить), где объясняют принципы игры. Только потом, на зоне «Newtrogic High», происходит выбор уровня и персонажей. Врагов можно атаковать путём сворачивания в клубок в прыжке, либо с помощью приёма spin dash, разгоняясь на месте и атакуя скоростным ударом в перекате. На уровнях разбросаны золотые кольца, при сборе которых в 100 штук персонажу даётся дополнительная жизнь. Если герой был атакован противником, то он теряет все собранные кольца. Однако, в отличие от других игр серии, персонаж не умирает, если при атаке врага у него отсутствовали кольца: сначала на время становится неактивным его напарник. Если за это время на героя без колец снова нападёт бадник, то уровень считается не пройденным, а игрока снова переносят в зону «Newtrogic High». Кроме колец, на уровнях разбросаны многочисленные бонусы, хранящиеся в специальных мониторах — например, временная неуязвимость или дополнительная жизнь. На прохождение каждого уровня игроку отведено 10 минут, по истечении которых он вынужден будет проходить аттракцион заново. В конце пятого акта каждой зоны проходит битва с боссом — доктором Роботником. После победы над учёным уровень считается пройденным и больше он не появляется в выборе уровней. Помимо основной игры, в Knuckles’ Chaotix присутствует режим «Sound Test», где можно послушать музыку. Здесь же можно увидеть ещё одного персонажа серии — ежиху Эми Роуз.
В Knuckles’ Chaotix — как в режиме одного игрока, так и двух — даётся в особом меню выбор одного из пяти персонажей, за которого будет проходиться игра. Каждый протагонист обладает своими индивидуальными способностями: Наклз может плавно парить в прыжке и карабкаться по стенам, Майти умеет силой отталкиваться от стен при прыжке на них, Эспио способен передвигаться по стенам и потолку, Чарми обладает способностью летать и идёт на своих противников на таран, а Вектор ударяет врага в двойном прыжке и, как Наклз, цепляется за стены и забирается по ним. Помимо пятерых вышеописанных героев, в игре присутствуют ещё двое персонажей — роботы Хэви и Бомб, один из которых так же может стать напарником игрока — при том, что и у них имеются свои особенности. Маленький робот Бомб является, под стать названию, бомбой. Он взрывается при малейшем повреждении и своим взрывом может задеть нескольких врагов, а после этого быстро восстанавливается. Тяжёлый робот Хэви медленно передвигается и невысоко прыгает, но он бронирован, а потому может уничтожать бадников простым касанием. Взяв Хэви в руки, второй напарник может бежать с ним, сшибая врагов как тараном; при этом, если игрок будет атакован, то удар также придётся на бронированного робота и не причинит вреда первому.
Главной отличительной чертой Knuckles’ Chaotix является то, что для прохождения практически всей игры используется два персонажа. Путешествующие по уровням герои держат в руках по одному золотому кольцу, которое создаёт между ними связь и не позволяет им отойти друг от друга на большое расстояние. Следовательно, для прохождения уровней игры оба персонажа должны участвовать в решении игровых задач. Напарник основного персонажа управляется искусственным интеллектом или вторым игроком посредством дополнительного геймпада. Вместе с тем, имеется возможность приказывать коллеге стоять на месте, если этого требует ситуация (например, для нажатия одновременно двух расположенных на расстоянии друг от друга кнопок). В определённых моментах игрокам приходится применять усилия, чтобы растянуть эластичную ленту. Иногда это может привести к тому, что напарник игрока сильно отстанет и пропадёт с экрана — в этом случае у игрока есть возможность вызвать товарища обратно, однако, за каждое такое действие у него отнимается 10 колец; при этом счётчик колец может перейти за отрицательную черту, и, если он дойдёт до отметки −99, то игрок покидает уровень.

### Бонусные этапы

Пчела Чарми на одном из уровней «Special Stage». Впереди шар с шипами, которого нужно остерегаться

В Knuckles’ Chaotix существуют два особых этапа — «Bonus Stage» и «Special Stage». Чтобы попасть в «Bonus Stage», на уровне необходимо собрать 20 колец и запрыгнуть в одно из больших колец, спрятанных по всем зонам. На этих этапах с видом сверху персонаж постоянно находится в состоянии свободного падения, и на пути ему встречаются различные кольца и блоки с бонусами. Значение счётчика колец постепенно убывает, и, если оно доходит до нуля, то игрок покидает «Bonus Stage». Этап также заканчивается в том случае, если главный герой коснётся блока с надписью «Goal».
Этап «Special Stage» предназначен для сбора шести Колец Хаоса (англ. Chaos Ring). Попадание в «Special Stage» здесь аналогично тому, как это сделано в игре Sonic the Hedgehog: персонажу игрока нужно запрыгнуть в большое кольцо в конце акта, набрав более 50 колец. На специальном уровне также можно управлять напарником, если он первым запрыгнет в кольцо. Каждый особый уровень представляет собой трёхмерный параллелепипед. Персонаж игрока, непрерывно бегущий вперёд, может перемещаться по любой поверхности лабиринта: так, если он подбежит к краю стены, то точка схода сменится и стена будет выступать уже в качестве пола. Количество доступного времени на этапе определяется числом колец, собранных на основных уровнях: одно кольцо равняется одной секунде. Если у игрока выйдет весь запас колец (и, соответственно, времени), то этап заканчивается поражением, однако этого можно избежать, поскольку они присутствуют на самом «Special Stage». Касания игроком различных препятствий, таких как шары с шипами и пилы, уменьшают количество колец на 10 штук. Этап также заканчивается в случае, если персонаж упадёт в яму.
Цель игрока в уровнях «Special Stage» — собрать определённое число синих сфер (в первый раз — четыре сферы, в следующий — шесть, и так далее) и дойти до контрольной точки. Если персонажу не удалось собрать необходимое количество сфер, то он проходит эту часть уровня ещё раз до тех пор, пока не наберёт нужное число. Во второй части уровня необходимо снова собрать то же самое число сфер. Если при достижении контрольной точки все необходимые цели и задачи выполнены, то в награду игрок получает одно из шести Колец Хаоса. После сбора всех Колец Хаоса, герой снова попадает на «Special Stage» и ему предоставляется каркасная версия этого этапа, после завершения которой игроку добавляются дополнительные очки.

## Сюжет

Титульный экран с изображением главных персонажей игры Knuckles’ Chaotix (слева направо): Вектор, Наклз, Эспио, Майти, Чарми

Введение в сюжет Knuckles’ Chaotix представлено в официальных руководствах игры, однако его описание в японской и американской версиях существенно отличается.
Так, в американском руководстве Knuckles’ Chaotix рассказывается, что ехидна Наклз охранял Карнавальный остров (англ. Carnival Island) — огромный высокотехнологичный парк развлечений. Доктор Роботник прибывает туда, чтобы украсть силу изумрудов, которые контролируют весь остров, и использовать их для создания устройств. Злодей ловит крокодила Вектора, пчелу Чарми и броненосца Майти, сажает их в замораживающую машину и собирается сделать то же самое с хамелеоном Эспио, но Наклз прогоняет учёного. Ехидна обнаруживает, что он может спасти одного друга на время, используя силу колец, которая держит двух партнёров вместе, как резиновая лента. Наклз, Эспио, Чарми, Вектор, Майти, а также роботы Хэви и Бомб работают вместе сообща, чтобы спасти остров от Роботника.
Согласно японскому руководству, таинственный остров, на котором происходит действие игры, возник в море вскоре после событий Sonic & Knuckles. Доктор Роботник обнаружил остров и нашёл там таинственное кольцо с описанием Колец Хаоса — древних колец, проникнутых энергией Изумрудов Хаоса. Для того, чтобы найти эти кольца, учёный построил на острове свою базу «Newtrogic High». Майти, Эспио, Вектор и Чарми также прибыли на остров, но были захвачены Роботником и Метал Соником, и помещены в замораживающие машины. Ехидна Наклз, заинтересованный странным островом, прибывает туда и спасает хамелеона. Двое героев отправляются остановить Роботника, который намерен заполучить Кольца Хаоса.
После завершения всех пяти уровней игрок оказывается в зоне «Newtrogic High», где встречает Метал Соника, присоединяющегося к механизму выбора уровней. Игроку необходимо нажать на кнопку из пяти панелей и выбрать одну определённую, уничтожив остальные четыре. После победы над роботом, доктор Роботник, благодаря силе Кольца Хаоса, превратит металлическую копию Соника в форму Метал Соник Кай. В киберпространственной арене игроку предстоит победить его. После победы, если игрок собрал все шесть Колец Хаоса, в титрах показывают главных персонажей игры, а также ежа Соника и лисёнка Тейлза на самолёте «Торнадо». В противном случае в заключительных титрах появляется Метал Соник Кай, летающий над горящим городом.

## Разработка и выход игры
Разработка Knuckles’ Chaotix началась в японском отделении Sonic Team в январе 1994 года. Она является первой и последней игрой серии Sonic the Hedgehog, выпущенной для консоли 32X. Процессом разработки руководили дизайнеры Масахидэ Кобаяси, Такуми Миякэ и Наохиса Накадзава, а продюсировали проект Хироси Асо, Макото Оситани и Майк Ларсен. За дизайн уровней отвечали Хироси Фукуцу, Кэйсукэ Миура и Кэнъити Оно. Ведущим программистами стали Хироси Окамото и Тосиаки Ядзима, в роли художников выступили Наото Осима, Такаси Юда и Кадзуюки Хосино.
Изначально игра разрабатывалась для Mega Drive/Genesis под названием Sonic Crackers (известная также как Sonic Stadium). Так как Sega долгое время не давала официальных комментариев по случаю утечки прототипа в Интернет, многие поклонники серии считали игру фанатской подделкой или ошибочно считали её официальной Sonic 4. Позднее представители издательства подтвердили свою причастность к разработке Sonic Crackers и назвали его одним из прототипов Knuckles’ Chaotix. В роли главных героев выступают ёж Соник и лис Тейлз, которые были сцеплены кольцами. Игра поделена на две части: одна — два уровня, похожих на зоны «Techno Tower» и «Speed Slider», другая — поля приключений.
В это же время Sega разрабатывала дополнение к Mega Drive/Genesis — 32X. Руководство компании приняло решение выпустить для модуля игру из серии Sonic the Hedgehog. Разработать проект Knuckles Ringstar, позже переименованный в Knuckles’ Chaotix, поручили команде во главе с Наото Осимой. Команда отменила разработку Sonic Crackers, а все идеи и наработки (например, сцепление персонажей с помощью колец) были перенесены в Knuckles’ Chaotix. Вместо Соника и Тейлза, художники создали для игры пятерых новых персонажей — крокодила Вектора, хамелеона Эспио, пчелу Чарми, роботов Хэви и Бомб. Вместе с ехидной Наклзом и броненосцем Майти они образовали новую команду под названием Хаотикс. Первоначально Майти и Вектор должны были появится ещё в первой Sonic the Hedgehog соответственно в ролях главного героя и музыканта из меню с музыкой «Sound Test», но вскоре разработчики от этих идей отказались.
Музыкальное сопровождение было создано композиторами Тацуей Косаки, Дзюнко Сирацу и Марико Намбой. Хотя альбом с композициями Knuckles’ Chaotix выпущен не был, однако его треки звучали в игре Sonic Generations и присутствовали в альбомах Sonic Generations: 20 Years of Sonic Music (2011) и Sonic Generations Original Soundtrack: Blue Blur (2012).
Релиз Knuckles’ Chaotix состоялся во всём мире весной 1995 года. Позже Sega портировала платформер на Windows для сервиса GameTap. Игра должна была появиться в сборнике Sonic Gems Collection, но из-за проблем с эмуляцией в него не вошла.

## Оценки и мнения
| Сводный рейтинг       | Сводный рейтинг |
| Агрегатор             | Оценка          |
| --------------------- | --------------- |
| MobyRank              | 73/100          |
| Иноязычные издания    |                 |
| Издание               | Оценка          |
| 1UP.com               | B               |
| AllGame               | [ 14 ]          |
| EGM                   | 7,4/10          |
| Famitsu               | 25/40           |
| GamePro               | [ 39 ]          |
| IGN                   | 6/10            |
| Game Players          | 41 %            |
| Hobby Consolas        | 87/100          |
| MAN!AC                | 81 %            |
| Mega Zone             | 87 %            |
| Play Time             | 74 %            |
| Sega-16               | 9/10            |
| Sega Magazine         | 81/100          |
| The Video Game Critic | D+              |

Knuckles’ Chaotix была неоднозначно оценена прессой. Из-за плохих продаж приставки игра не смогла завоевать должной популярности среди игроков и фанатов. Редакция японского журнала Famitsu оценила платформер в 25 баллов из 40 возможных. Четыре рецензента из Electronic Gaming Monthly посчитали проект одним из лучших для консоли 32X, но, тем не менее, она не оправдала своего доверия перед предыдущими частями серии Sonic the Hedgehog. Критики похвалили игру за графику и новых персонажей, придав серии новое дыхание, но раскритиковали «безвкусный» дизайн уровней и замедляющуюся скорость в некоторых уголках зон. Журналист Game Players Патрик Саггата в своей рецензии отмечал, что Knuckles’ Chaotix использует лишь малую часть возможностей консоли 32X, и удивился, почему эта игра вышла не на Mega Drive/Genesis. Представитель из GamePro разочаровался в игровом процессе и управлении, поскольку всё это «раздражает» и только лишь затрудняет прохождение. В анонсе данного платформера в Sega Magazine персонаж хамелеон Эспио был назван как «чудак», а крокодил Вектор — «довольно сильным по всем параметрам», и что его способности очень часто были полезны в игре.
Несмотря на большинство отрицательных рецензий, некоторые критики всё же положительно отзывались о Knuckles’ Chaotix. Например представитель журнала Hobby Consolas рекомендовал приобрести игру поклонникам серии Sonic the Hedgehog: по мнению автора, им понравятся команда Хаотикс и оригинальный игровой процесс. Рецензент GameFan был в полном восторге от новых напарников Наклза и Метал Соника, потому что персонажи, по его мнению, из-за анимации, выглядят как живые. Критик журнала MAN!AC положительно оценил платформер, записав в плюсы музыкальное сопровождение, обновлённый игровой процесс и управление. Кроме того, автор рецензии похвалил проект за реиграбельность; по его мнению, вышеописанные плюсы будут стимулировать игрока возвращаться снова к игре. В издании Play Time командный геймплей показался «забавным», а уровень сложности — низким.
В более поздних обзорах рецензенты также оценивали игру менее положительно. Трэвис Фэхс (IGN) поставил проекту оценку в 6 баллов из 10. В своей ретроспективе критик оценил наличие взаимодействия персонажей, посчитав это работой над ошибками, совершённых в Sonic 2 и Sonic 3, в которых лис Тейлз постоянно терялся за пределами экрана, но такая «приятельская» система в сочетании с «резиновой» физикой и «незаконченными» уровнями журналисту в целом не понравилась. Рецензент из The Video Game Critic назвал Knuckles’ Chaotix одновременно красивой и плохой игрой. Журналист разочаровался в управлении, анимации персонажей, скучном дизайне уровней (однако его впечатлила зона «Marina Madness») и тусклом освещении на бонусных этапах, но положительно отозвался о музыке и возможности автоматически сохранятся. Совершенно противоположное мнение об игре оставил Эндрю Кристофер из сайта Sega-16. Рецензент положительно оценил графику, музыку (особенно критика впечатлила мелодия «Door Into Summer») и дизайн персонажей. В обзоре он посчитал Knuckles’ Chaotix экспериментом разработчиков, которые хотели понять, как будет выглядеть Соник в различных условиях. Он сравнивал палитру цветов и спрайты с Mega Man 7 от Capcom, дизайн уровней — с Sonic CD, а графику — с ранними играми для PlayStation.

### Влияние
Knuckles’ Chaotix представила пять новых персонажей в играх серии: хамелеона Эспио, крокодила Вектора и пчелу Чарми, роботов Хэви и Бомб. С тех пор первые три героя появлялись в последующих играх про Соника, остальные — лишь в качестве камео. Концепция командной игры позже была использована в Sonic Advance 3, в которой игрок действует не один, а с напарником. Сюжет игры был адаптирован в комиксах Sonic Specials от Archie Comics, и Sonic the Comic от Fleetway Publications. Однако, в отличие от оригинала, в журналах появляется команда «Борцы за Свободу» во главе с ежом Соником.